# استان لاراکاجا
استان لاراکاجا (به اسپانیایی: Provincia de Larecaja) یکی از استان‌های بولیوی در بولیوی است که در شهرستان لاپاز (بولیوی) واقع شده‌است. استان لاراکاجا ۸٬۱۱۰ کیلومتر مربع مساحت و ۸۶٬۴۸۱ نفر جمعیت دارد.